# Bolt Action
Bolt Action — це мініатюрна воєнна гра від Warlord Games. Події якої відбуваються під час Другої світової війни та використовують моделі розміром 28 мм.
Гру розробили Алессіо Каваторе та Рік Прістлі. Перше видання зводу правил вийшло у 2012 році, друге видання — у 2016 році. Доповнення до гри включають: Корейську війну та Konflikt '47, дія яких відбувається в дизельпанку та альтернативній історії Другої світової війни .
У грі є декілька армій, якими можна грати: Радянський Союз, Британська імперія, Сполучені Штати, Третій рейх і Японська імперія . У грі також є кілька менших або допоміжних армій, таких як, Франція, Британська Співдружність, Греція, Австралія, Бельгія, Фінляндія, Польща, Болгарія, Королівство Румунія, Китай та Королівство Італія, а також правила для великих битв, таких як Битва за Сталінград, міст Пегаса, Битва за Берлін та день D. Деякі стартові коробки можуть символізувати кампанії, проведені під час Другої світової війни, як-от Американська кампанія стрибків між островами проти Японської імперії в коробці «Штурм Острову» та Африканська кампанія з Британською імперією та Третім Рейхом у коробці «Війна джентльменів».